# Callyspongia taupea
Callyspongia taupea är en svampdjursart som först beskrevs av Tanita och Kazuo Hoshino 1989.  Callyspongia taupea ingår i släktet Callyspongia och familjen Callyspongiidae. Inga underarter finns listade i Catalogue of Life.